# 龙子明
龍子明，SBS，MH，JP（1956年—），宏利人壽保險高級行政區域總監，第十、十一、十二及十三屆全國政協委員。
他不時獲邀請分享壽險經營之道和心得，在內地曾出版兩本有關保險題材的書籍，包括《致勝》及《守正出奇》。

## 背景
龍子明於1990年中加入保險行業，並於1991年尾由最初的3位成員發展至今約有一千四百人。於2009年晉升為高級區域總監，於2015年晉升為行政區域總監，在2018年更晉升為高級行政區域總監

## 曾獲頒授的勳銜
- 2001年 - 香港特別行政區政府榮譽勳章[5]
- 2008年 - 香港特別行政區政府太平紳士
- 2014年 - 香港特別行政區政府銅紫荊星章[5]